# Ivan Ivanovič Dmitrijev
Ivan Ivanovič Dmitrijev (rusky Иван Иванович Дмитриев, 10. záříjul./ 21. září 1760greg., Bogorodskoje, dnes Trojickoje, Kazaňská gubernie – 3. říjnajul./ 15. října 1837greg. Moskva) byl ruský preromantický básník, voják a politik, člen Ruské akademie od roku 1797.

## Život
Pocházel ze šlechtické rodiny. Získal pečlivé soukromé vzdělání a několik let studoval v internátní škole v Simbirsku. Pugačovovo povstání donutilo Dmitrievovu rodinu roku 1772, aby se přestěhovala do Moskvy. Následně vystudoval v Petrohradu vojenskou školu a roku 1776 se stal poddůstojníkem u Semenovského pluku.

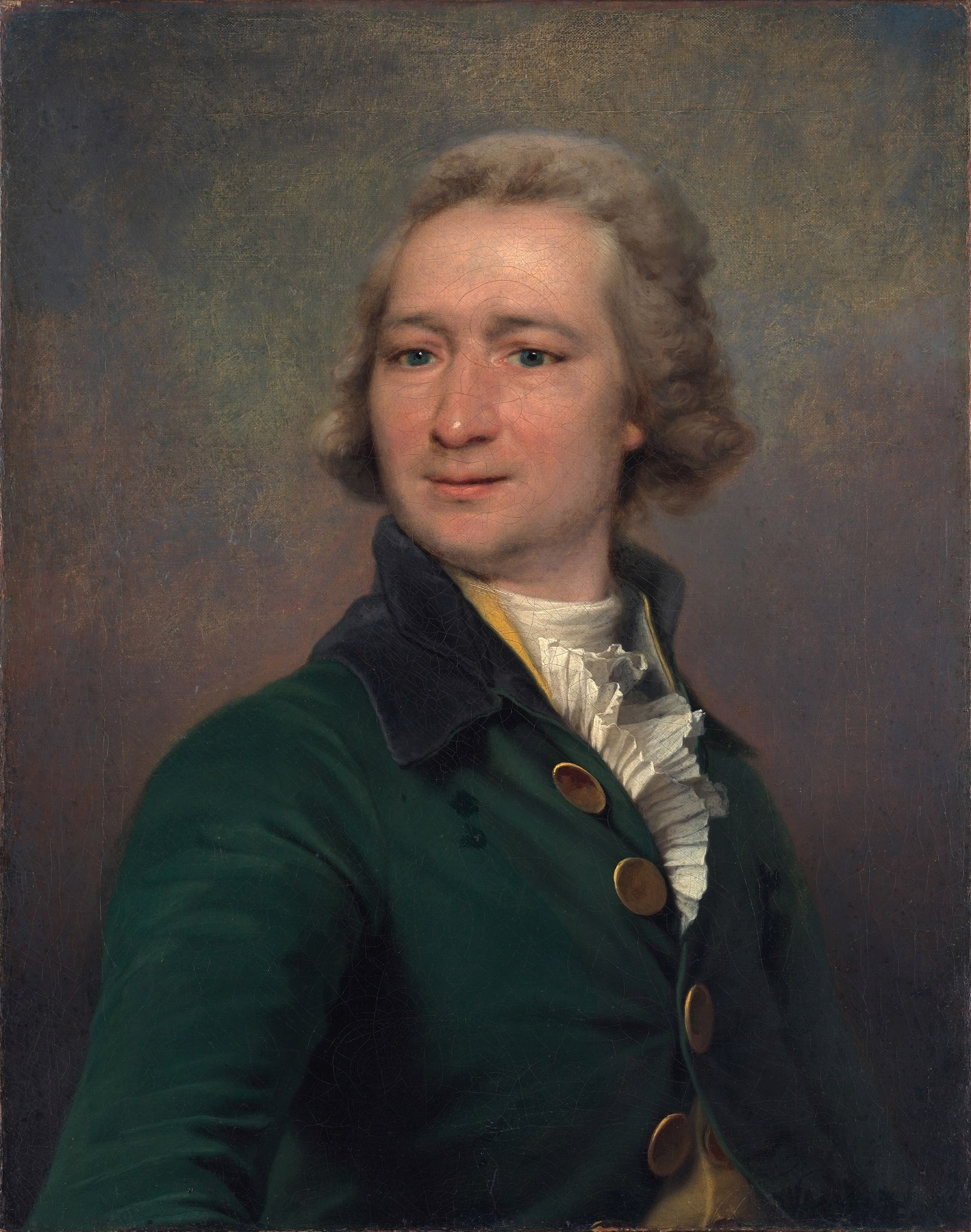
Dmitriev kolem roku 1790 na obraze D. G. Levického

Pod vlivem novináře Nikolaje Ivanoviče Novikova začal v roce 1777 psát poezii. Seznámil se s Děržavinem, Fonvizinem a především s Nikolajem Michajlovičem Karamzinem, který se stal jeho rádcem v umělecké činnosti a v jehož Moskevském žurnálu (Московский журнал) publikoval své práce. V té době byl literárně velmi činný, psal bajky, písně, pohádky, povídky veršem, satiry a epigramy.

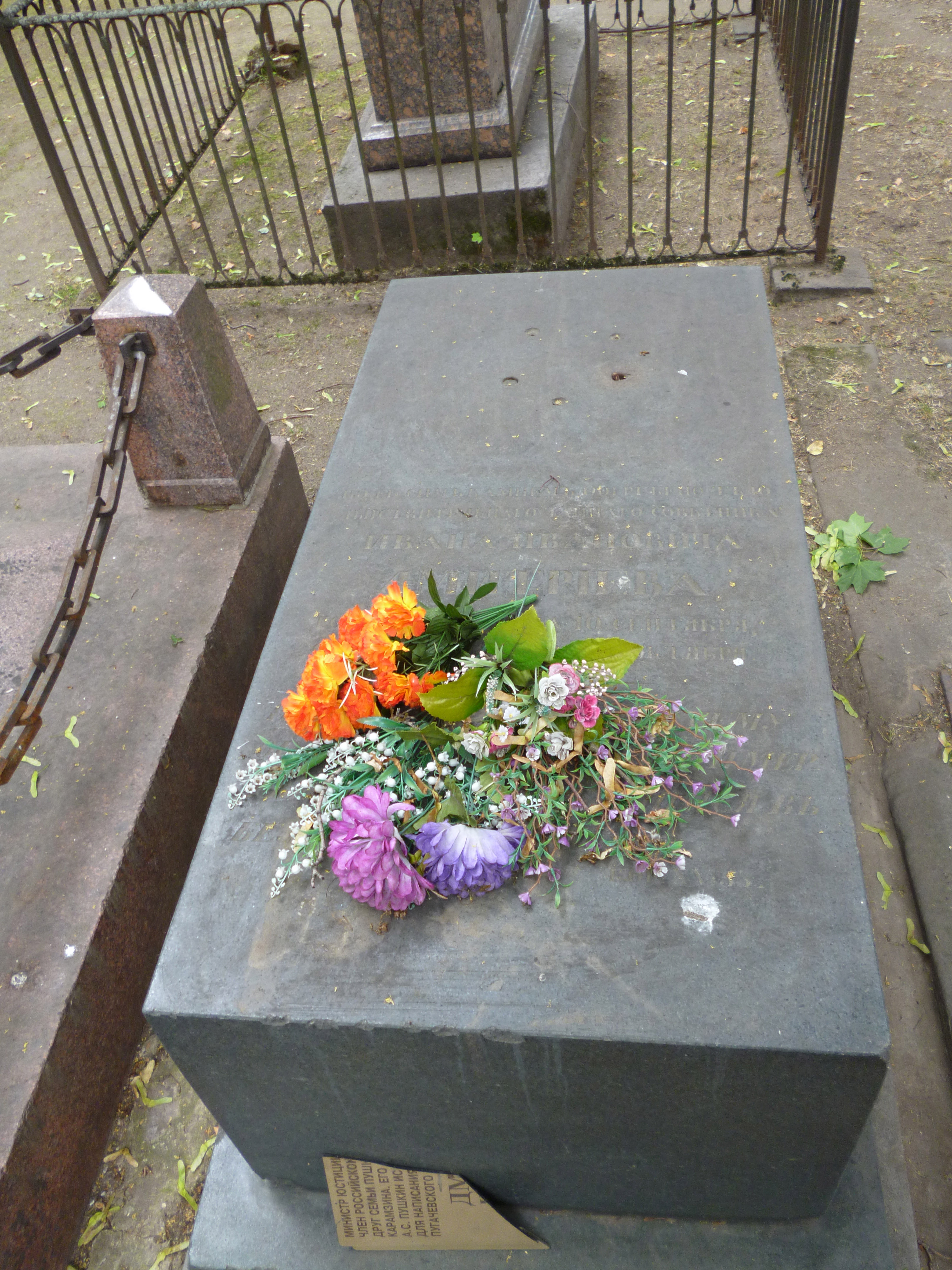
Dmitrijevův hrob na Donském hřbitově v Moskvě

Spolu s literárními úspěchy postupoval úspěšně i ve vojenské službě. Po smrti carevny Kateřiny II. byl sice omylem zatčen po obvinění z přípravy atentátu na cara Pavla I., ale po vyjasnění nedorozumění byl panovníkem omilostněn, takže roku 1796 odešel do výslužby jako plukovník. Roku 1797 byl však povolán do senátu, později byl jmenován členem státní rady a roku 1810 ministrem spravedlnosti ve vládě cara Alexandra I. Ve státní službě byl známý svou přímostí, skromností a počestností. Roku 1814 odešel na vlastní žádost definitivně na odpočinek a poslední roky svého života strávil v Moskvě, kde je také pochován.
Dmitriev náleží k předním představitelům Karamzinovy školy. Vystupoval satiricky proti těžkopádným ódám pseudoklasiků a připravoval cestu romantismu do ruské literatury. Zasloužil se o vznik poetické pohádky a bajky (kde mu byli vzorem La Fontaine a Voltaire) a mnohé jeho písně, v nichž využíval i prvky lidové poesie, znárodněly. Kromě toho je autorem pamětí a několika překladů, především z francouzštiny.

## Výběrová bibliografie
- Модная жена (1792, Módní žena), satircká báseň.
- Стонет сизый голубочек (1792, Naříká sivý holoubek), píseň.
- Ермак (1794, Jermak), baladická poema předcházející národněhistorická básnická díla romantismu o vůdci donských kozáků Jermakovi, který dobyl Sibiř pro Ruskou říši.[1]
- Причудница (1794, Svéhlavička), satirická báseň.
- Чужой толк (1794, Jiný smysl), satirická báseň.
- Освобождение Москвы (1795, Osvobození Moskvy), báseň o porážce polsko-litevských vojsk roku 1612 u Moskvy, které znamenalo konec polské okupace Ruska.
- Cочинениa (1795, Díla), tři svazky, v letech 1795-1823 byly vydány sedmkrát.
- О русских комедиях (1802, O ruských komediích), literární kritika.
- Взгляд на мою жизнь (1826, Pohled na můj život), paměti poskytující vedle autobiografických zpráv také důležitý literárně-historický materiál.
- Стихотворения (1837, Básně), souborné vydání.
- Бacни и апологи (1838, Bajky a apologie).